# Progetto grafica aperta
Il Progetto grafica aperta (dall'inglese: Open Graphics Project) in sigla OGP è un progetto con lo scopo di costruire un'architettura e uno standard aperto con hardware libero per le schede grafiche dei computer, mirando in particolare ai sistemi operativi open source e al software libero.